# Піґловиці
Піґловиці (пол. Pigłowice, нім. Piglowitz) — село в Польщі, у гміні Занемишль Сьредського повіту Великопольського воєводства.
Населення — 216 осіб (2011).
У 1975-1998 роках село належало до Познанського воєводства.

## Демографія
Демографічна структура станом на 31 березня 2011 року:
|          | Загалом | Допрацездатний вік | Працездатний вік | Постпрацездатний вік |
| -------- | ------- | ------------------ | ---------------- | -------------------- |
| Чоловіки | 105     | 27                 | 72               | 6                    |
| Жінки    | 111     | 26                 | 69               | 16                   |
| Разом    | 216     | 53                 | 141              | 22                   |